# 101-j kilometr
101-j kilometr (russisk: 101-й километр) er en russisk spillefilm fra 2001 af Leonid Marjagin.

## Medvirkende
- Pjotr Fjodorov som Leonid
- Sergej Kaplunov som Zvonilkin
- Glafira Sotnikova som Rita
- Oleg Zjukov som Kostja
- Jevgenij Kosyrev